# Wobbe-index
De Wobbe-index is een belangrijke karakteristiek van brandstofgassen. Het is een maat voor de uitwisselbaarheid van verschillende gassen op een bepaalde brander. Gassen met eenzelfde Wobbe-index geven eenzelfde thermisch vermogen op een gegeven brander.

## Definitie
De Wobbe-index ({\displaystyle W}) is de verhouding van de verbrandingswaarde of calorische waarde van het gas ({\displaystyle H}) en van de vierkantswortel uit de relatieve dichtheid van het gas ({\displaystyle \varrho _{r}}):
{\displaystyle {W}\,=\,{\frac {H}{\sqrt {\varrho _{r}}}}}
De relatieve dichtheid is de dichtheid van het gas gedeeld door de dichtheid van lucht bij dezelfde temperatuur en druk (namelijk 273,15 kelvin en 101,325 kilopascal).
De Wobbe-index wordt uitgedrukt in dezelfde eenheid als de verbrandingswaarde, namelijk (mega)joule per normaal-kubieke meter.

## Betekenis
Het thermisch vermogen van een brander wordt hoofdzakelijk bepaald door zijn ontwerp en afstelling en door de aard en het debiet van het brandstofgas. Als ontwerp en afstelling als vast worden verondersteld, kan het thermisch vermogen {\displaystyle Q} (in J/s) uitgedrukt worden als het product van de verbrandingswaarde van het gas, {\displaystyle H} (in J/m3) en van het debiet van het gas, {\displaystyle Q_{v}} (in m3/s):
| {\displaystyle Q=H\times Q_{v}} | (1) |

Bij constante druk is het debiet van een gas door de branderopening omgekeerd evenredig met de vierkantswortel uit de relatieve dichtheid {\displaystyle \varrho _{r}} van dat gas:
| {\displaystyle Q_{v}\sim {\frac {1}{\sqrt {\varrho _{r}}}}} | (2) |

Uit (1) en (2) volgt dat het thermisch vermogen van de brander evenredig is met {\displaystyle {\frac {H}{\sqrt {\varrho _{r}}}}}:
| {\displaystyle Q\sim {\frac {H}{\sqrt {\varrho _{r}}}}} | (3) |

Het was de Italiaan Goffredo Wobbe, een ingenieur aan het gasbedrijf van Bologna, die in 1926/7 dit verband als eerste formuleerde. De grootheid {\displaystyle {\frac {H}{\sqrt {\varrho _{r}}}}} werd daarom naar hem genoemd.
Een brander die is afgesteld voor een bepaald brandstofgas, zal bij omschakeling naar een andere gassamenstelling zijn thermisch vermogen slechts behouden als de Wobbe-index van het gas niet te veel verandert. Bij een te grote afwijking in Wobbe-index zal de brander niet goed meer functioneren, en moet hij opnieuw worden afgesteld. In de praktijk wordt een schommeling van 5% nog aanvaardbaar geacht (uiteraard zijn er nog andere factoren waar men rekening mee moet houden zoals vlamtemperatuur, zwavelgehalte enz.).

## Hoge en lage Wobbe-index
Brandstofgassen hebben een hoge en een lage verbrandingswaarde; voor de hoge verbrandingswaarde is de condensatiewarmte meegeteld van de waterdamp die bij de verbranding ontstaat; voor de lage verbrandingswaarde is die niet meegeteld.
Analoog spreekt men van een hoge en een lage Wobbe-index: de hoge Wobbe-index is berekend op basis van de hoge verbrandingswaarde, en de lage Wobbe-index op basis van de lage verbrandingswaarde. "Wobbe-index" zonder meer slaat op de hoge index.

## Wobbe-index van gewone brandstofgassen
Waarden zijn gegeven in kcal/m3. Om om te rekenen naar MJ/m3: vermenigvuldig met 0,0041868
| Brandstofgas      | Hoge index | Lage index |
| ----------------- | ---------- | ---------- |
| Waterstof         | 11.528     | 9.715      |
| Methaan           | 12.735     | 11.452     |
| Ethaan            | 16.298     | 14.931     |
| Etheen            | 15.253     | 14.344     |
| Aardgas*          | 12.837     | 11.597     |
| Propaan           | 19.376     | 17.817     |
| Propeen           | 18.413     | 17.180     |
| Butaan            | 22.066     | 20.336     |
| Methylpropaan     | 21.980     | 20.247     |
| 1-Buteen          | 21.142     | 19.728     |
| Lpg               | 20.755     | 19.106     |
| Ethyn (acetyleen) | 14.655     | 14.141     |
| Koolmonoxide      | 3.060      | 3.060      |

*Zie volgende paragraaf.

## Voorbeelden
Aardgas heeft, naargelang de oorsprong, een andere samenstelling waardoor de calorische waarde en dus ook de Wobbe-index vrij sterk kan verschillen. Nederlands (Groningen-)aardgas heeft een Wobbe-index van 43,46 – 44,41 MJ/m3(n); hoog calorisch aardgas (bv. dat van Ekofisk) heeft een Wobbe-index van 48 à 53 MJ/m3(n).
Lpg-brandstoffen, mengsels van butaan en propaan, hebben naargelang hun samenstelling een Wobbe-index van 73,5 à 87,5 MJ/m3(n).